# گلوبالیسم
جهانی‌گرایی یا گلوبالیسم (انگلیسی: Globalism) امروزه به ایدئولوژی‌های سیاسی گفته می‌شود که به جهانی‌شدن هنجار، ارزش و معنا می‌بخشند. در حالی که جهانی شدن مجموعه فرآیندهای اجتماعی چندبُعدی‌ای است که ارتباطات اجتماعی را در سراسر جهان بسط و شدت می‌دهد.
عالم سیاسی آمریکایی جوزف نای، یکی از مؤسسان نظریهٔ روابط بین‌الملل نولیبرالیسم، استدلال کرده که منظور از گلوبالیسم هر تفسیر و توضیح جهانی‌ست که مشخصهٔ آن شبکه‌هایی از ارتباطات است که در فواصل میان‌قاره‌ای پراکنده‌اند؛ در حالی که منظور از جهانی‌شدن افزایش یا کاهش درجهٔ گلوبالیسم است.

## تاریخچهٔ گلوبالیسم
این لفظ نخستین بار در ایالات متحده مورد استفادهٔ گسترده قرار گرفت. مفهوم نوین گلوبالیسم در بحث‌های پس از جنگ در دههٔ ۱۹۴۰ در ایالات متحده شکل گرفت. برنامه‌ریزان ایالات متحده، که قدرتی بی‌سابقه پیدا کرده بودند، سیاست‌هایی را برای شکل‌دادن به جهان پس از جنگی که مورد نظرشان بود تدوین کردند، که از نظر اقتصادی، به معنای یک نظام جهانی سرمایه‌داری بود که منحصراً متمرکز بر ایالات متحده باشد. این دوره‌ای بود که قدرت جهانی ایالات متحده در اوج خود بود: این کشور بزرگ‌ترین قدرت اقتصادی بود که جهان تا آن زمان شناخته بود، با بزرگ‌ترین ماشین نظامی در تاریخ بشر. همان‌طور که ستاد برنامه‌ریزی سیاسیِ جورج کنان در فوریهٔ ۱۹۴۸ بیان کرده: «حدود ۵۰٪ از ثروت جهان را داریم اما فقط ۶٫۳٪ از جمعیت آن را داریم. […] وظیفهٔ اصلی ما در دورهٔ آینده ایجاد الگویی از روابط است که به ما امکان می‌دهد این موقعیت عدم توازن را حفظ کنیم». متحدان و دشمنان آمریکا در اوراسیا در این زمان هنوز در حال بهبود یافتن از خسارات جنگ جهانی دوم بودند.
جیمز پک، مورخ آمریکایی، این نسخه از جهانی‌سازی را «گلوبالیسم بصیر» توصیف کرده است. به عقیدهٔ پک، این شکل‌گیری پردامنه‌ای از «گلوبالیسم دولتی آمریکا-محور با استفاده از سرمایه‌داری به عنوان کلیدی برای رسیدن فراگیری جهانی، و ادغام هر آنچه که ممکن است در چنین اقدامی» بود. این ادغام اقتصادی جهانی که در جنگ جهانی اول و رکود بزرگ سقوط کرده بود را شامل می‌شد.
گلوبالیسم مدرن با ایده‌های ادغام اقتصادی و سیاسی کشورها و اقتصادها پیوند خورده است. اولین شخصی که در ایالات متحده از اصطلاح «ادغام اقتصادی» به معنای امروزی آن استفاده کرد (یعنی ترکیب از اقتصادهای مجزا به صورت مناطق بزرگتر اقتصادی) جان ده بیرز، از اقتصاددانان وزارت خزانه‌داری ایالات متحده، در اواخر ۱۹۴۱ بود. تا سال ۱۹۴۸، «ادغام اقتصادی» در تعداد فزاینده‌ای از اسناد و سخنرانی‌های آمریکایی ظاهر شد. پال هافمن، رئیس وقت ادارهٔ همکاری اقتصادی، این اصطلاح را در سخنرانی ۱۹۴۹ در سازمان همکاری اقتصادی اروپا به کار برد.
جهانی‌شدن به عنوان یک مجموعه مسلط از ایدئولوژی‌ها در اواخر قرن بیستم ظهور کرد. با استقرار این ایدئولوژی‌ها و تشدید روندهای مختلف جهانی شدن، آن‌ها به تحکیم یک ساحت خیالی متصل جهانی کمک کردند. در سال ۲۰۱۰، مانفرد استگر و پال جیمز این فرایند را به صورت متشکل از چهار سطح تغییر نظریه‌پردازی کردند: تغییر ایده‌ها، ایدئولوژی‌ها، ساحت‌های خیالی و هستی‌شناسی‌ها.

## کاربرد دست راستی
در سیاست و تئوری‌های توطئه راست و راست تندرو «گلوبالیست» به عنوان لفظی تحقیرآمیز مورد استفاده قرار می‌گیرد؛ مثلاً، در جریان ریاست جمهوری رئیس‌جمهور آمریکا
دونالد ترامپ، او و اعضای دولتش در موارد متعدد از لفظ گلوبالیست استفاده کردند. این دولت متهم شد که از این لفظ به عنوان نوعی سخن رمزگونه یهودستیزانه برای مرتبط ساختن منتقدینش با توطئه یهودی استفاده می‌کند. پیروان تئوری توطئه کیوانان از «کابال گلوبالیست» در اشاره به یک سازمان نخبه جهانی مخفی که قصد تضعیف دموکراسی و آزادی و پیاده کردن برنامه‌های گلوبالیستی خود دارند استفاده می‌کنند.